# Цитиколин
Цитиколинът е ендогенно химично съединение, играещо важна роля за синтезирането на някои фосфолипиди, в частност на фосфатидилхолина.

## Описание
Счита се, че цитиколинът ускорява възстановяването на увредените клетъчни мембрани, потиска действието на фосфолипазите, което има противовъзпалително действие, контролира образуването на свободни радикали и може да повлиявава на апоптозата. Цитиколинът е ефективен при нарушение на паметта и при лечението на сензорни и двигателни неврологични разстройства.